# 西経157度線
西経157度線（せいけい157どせん）は、本初子午線面から西へ157度の角度を成す経線である。北極点から北極海、北アメリカ、太平洋、南極海、南極大陸を通過して南極点までを結ぶ。西経157度線は、東経23度線と共に大円を形成する。

## 通過する地域一覧
西経157度線は、北極点から南極点まで南に向かって以下の場所を通っている。
| 地理座標                                               | 国土・領土・領海 | 備考 |
| ------------------------------------------------------ | ---------------- | --- |
| 北緯90度0分 西経157度0分 / 北緯90.000度 西経157.000度  | 北極海           | |
| 北緯71度12分 西経157度0分 / 北緯71.200度 西経157.000度 | アメリカ合衆国   | アラスカ州 |
| 北緯56度54分 西経157度0分 / 北緯56.900度 西経157.000度 | 太平洋           | |
| 北緯56度33分 西経157度0分 / 北緯56.550度 西経157.000度 | アメリカ合衆国   | アラスカ州 — ストウィク島（英語版）                                                                                    |
| 北緯56度32分 西経157度0分 / 北緯56.533度 西経157.000度 | 太平洋           | セミディ諸島（英語版）（ アメリカ合衆国アラスカ州、北緯56度11分 西経156度49分 / 北緯56.183度 西経156.817度）の西を通過 |
| 北緯21度11分 西経157度0分 / 北緯21.183度 西経157.000度 | アメリカ合衆国   | ハワイ州 — モロカイ島                                                                                                  |
| 北緯21度5分 西経157度0分 / 北緯21.083度 西経157.000度  | 太平洋           | カロヒ海峡（英語版）                                                                                                   |
| 北緯20度56分 西経157度0分 / 北緯20.933度 西経157.000度 | アメリカ合衆国   | ハワイ州 — ラナイ島 |
| 北緯20度50分 西経157度0分 / 北緯20.833度 西経157.000度 | 太平洋           | |
| 南緯60度0分 西経157度0分 / 南緯60.000度 西経157.000度  | 南極海           | |
| 南緯77度20分 西経157度0分 / 南緯77.333度 西経157.000度 | 南極大陸         | ロス海属領 - ニュージーランドが領有権主張                                                                              |